# 데지레 쿠스토
데지레 쿠스토(Desireé Cousteau, 1956년 1월 1일 ~)는 미국의 여자 포르노 배우이다. 서배너 출신.